# 白翅鹃鵙
白翅鹃鵙（学名：Edolisoma ostentum）是山椒鸟科Edolisoma属的一种，为菲律宾的特有种。其自然栖息地为亚热带或热带的湿润低地森林以及亚热带或热带的湿润山地。该物种受栖息地减少威胁。